# Unsolved Mysteries
Unsolved Mysteries (deutsch „ungelöste Geheimnisse“) ist eine US-amerikanische True-Crime-Serie, die sich in erster Linie mit mysteriösen, ungeklärten und spektakulären Kriminalfällen beschäftigt. Daneben greift die Serie aber auch paranormale Phänomene auf. Sie genießt weltweite Bekanntheit und wurde in über zehn Sprachen übersetzt.

## Produktion
Insgesamt wurden bisher 553 Episoden produziert. Die Erstausstrahlung der Serie übernahmen von 1987 bis 1997 NBC, von 1997 bis 1999 CBS, von 2001 bis 2002 Lifetime, von 2008 bis 2010 Spike, sowie seit 2010 wieder Lifetime. Die Wiederholung der bis Anfang der 90er Jahre stattgefundenen Kriminalfälle löst den subjektiven Eindruck aus, dass während der 80er Jahre besonders häufig Menschen zum Opfer von Kriminalität wurden. Statistisch stimmt dies jedoch nicht. Von 1987 bis 2002 wurde die Serie von Schauspieler Robert Stack moderiert. Von 2008 bis 2010 war Dennis Farina Moderator der Neuauflage.
Im Laufe der Zeit hat es auch einige Sondersegmente zu den Themen Geister, Übernatürliches, seltsame Legenden, UFOs, Wunderheilungen gegeben. In den USA erschien ein DVD-Paket, welches auf 12 DVDs eine Auswahl der spektakulärsten Fälle enthält.
Seit 2017 sind zwölf Staffeln mit Robert Stack sowie acht Staffeln mit Dennis Farina kostenfrei bei YouTube über den offiziellen Unsolved Mysteries-Kanal abrufbar. Zu den meisten Fällen wurde ein Update eingefügt.
Im Januar 2020 verkündete der Streaming-Dienst Netflix die 15. Staffel (nun unter dem Subtitel Volume 1) produzieren zu wollen. Die ersten sechs Folgen wurden ab dem 1. Juli 2020 ausgestrahlt. Volume 2 mit weiteren sechs Episoden folgten ab dem 19. Oktober 2020. Am 18. Oktober folgte Volume 3, im Juli 2024 Volume 4.

## Inhalt
Die Berichterstattung beinhaltet sowohl abgeschlossene Fälle, als auch aktuelle Personenfahndungen mit Hilfe von Phantombildern oder anderen Erkennungsmerkmalen.